# Triplete Cooke

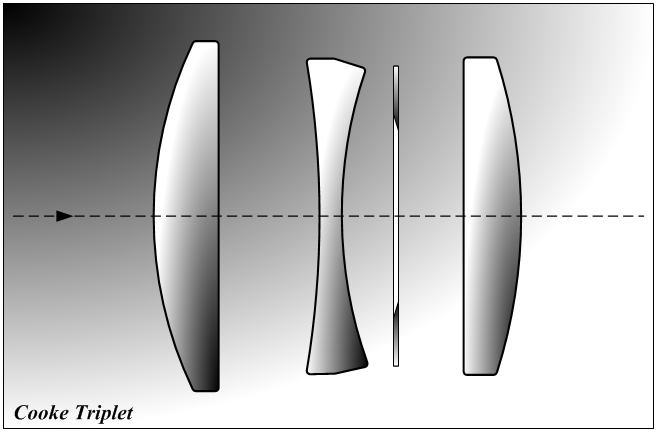
Triplete Cooke.
- f/3.5 (primeros modelos)
- f/2.8 (óptica con vidrio compuesto con tierras raras)

El triplete Cooke  es una lente fotográfica diseñada y patentada (número de patente GB 22,607) en 1893 por Harold Dennis Taylor, ingeniero jefe de la compañía T. Cooke & Sons de York. Fue el primer sistema de lentes que permitía eliminar la mayor parte de la distorsión óptica o aberración en la zona exterior de las lentes.

## Diseño

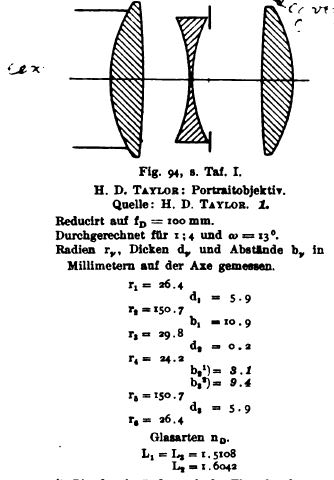
Triplete Cooke

Un triplete Cooke comprende un elemento de vidrio flint negativo (bicóncavo) en el centro con un elemento de vidrio crown a cada lado. En este diseño, la suma de todas las curvaturas por los índices de refracción puede ser cero, de modo que el campo de foco es plano (curvatura de campo de Petzval cero). En otras palabras, la lente negativa puede ser tan potente como las dos exteriores combinadas, cuando se mide en dioptrías. Incluso en este caso, la lente hará converger la luz, porque los rayos inciden en el elemento central cerca del eje óptico. La curvatura de campo está determinada por la suma de las dioptrías, pero la distancia focal no. 
En su tiempo, el triplete Cooke fue un adelanto importante en el diseño de lentes. Fue superado por diseños posteriores de cámaras de alta gama, pero es todavía ampliamente utilizado en cámaras económicas, incluyendo las variaciones que utilizan lentes asféricas, particularmente en cámaras de teléfonos móviles.

## Aplicaciones
El triplete pronto se convirtió en un estándar en el diseño de lentes,  todavía utilizado actualmente en cámaras económicas. Los fabricantes de sistemas ópticos principales a menudo desarrollaron y mejoraron el triplete Cooke original (por ejemplo, el Zeiss Triotar), producido a lo largo de muchas décadas. 
Los prismáticos, así como los telescopios refractores, a menudo montan tripletes. También se siguen usando en lentes de proyectores, como por ejemplo los proyectores de dispositivas de 35 mm.
El triplete Cooke ha proporcionado la base para diseños adicionales, incluido un derivado con cinco elementos de lente.

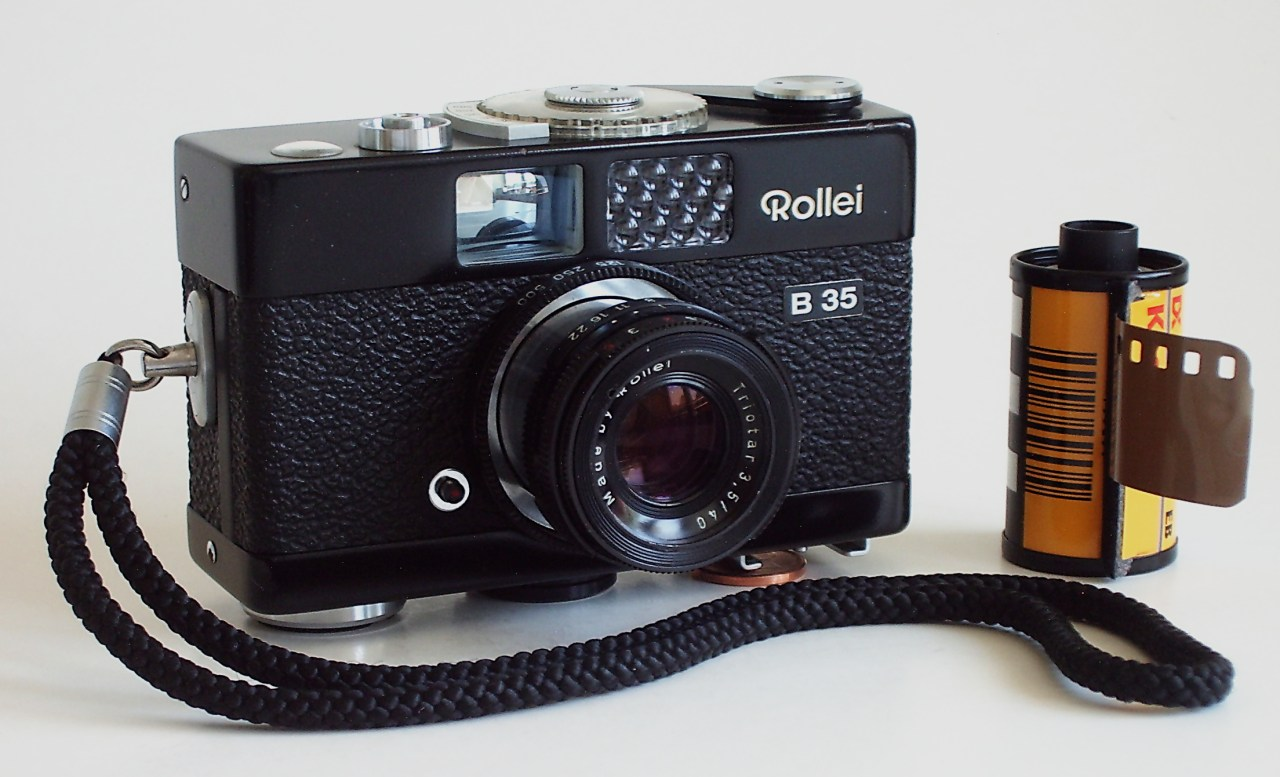
Triplete Triotar en una cámara Rollei de foco ajustable
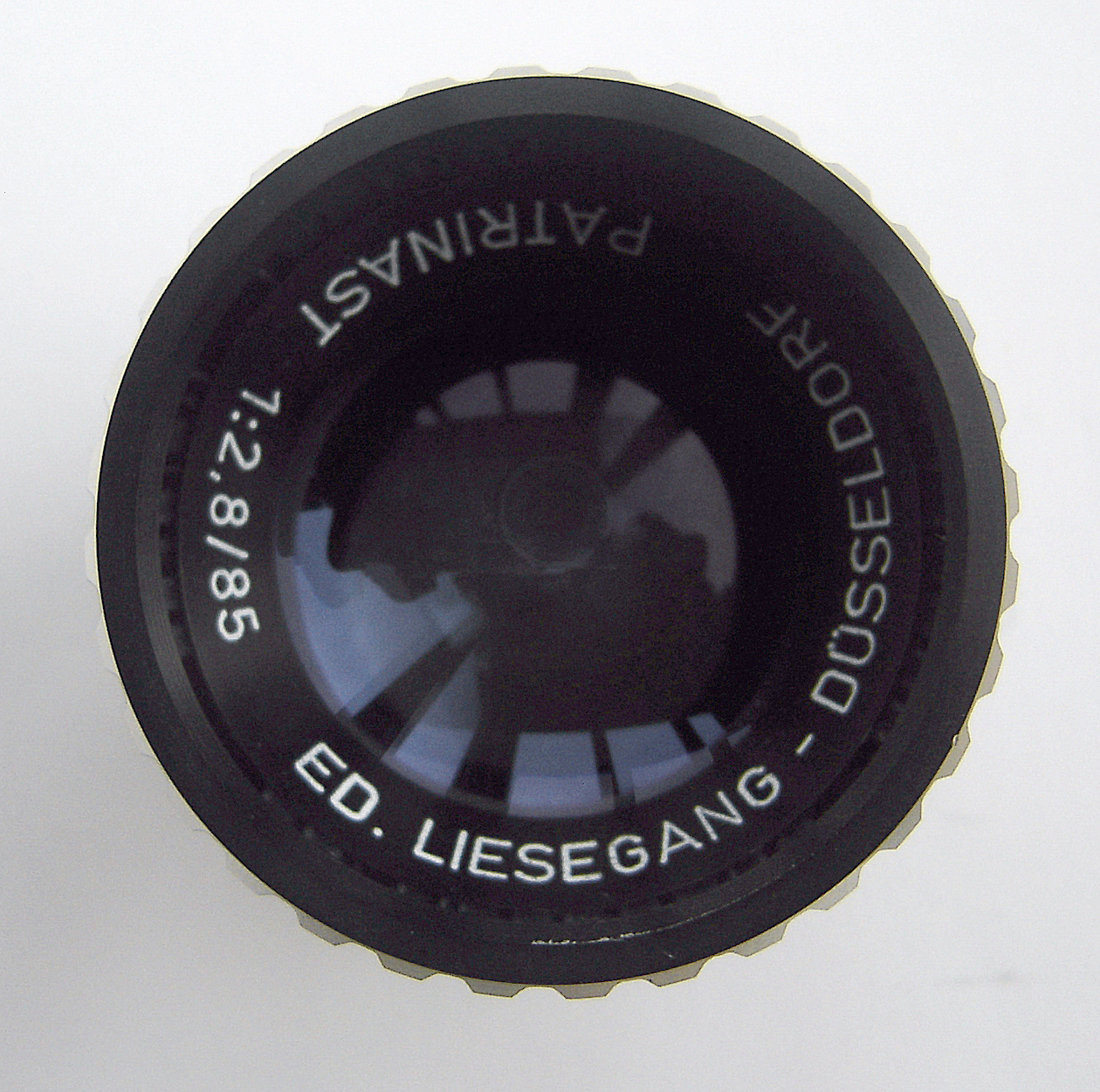
Objetivo de un proyector de diapositivas Patrinast de 35 mm, fabricado por Ed. Liesegang; 1:2.8/85
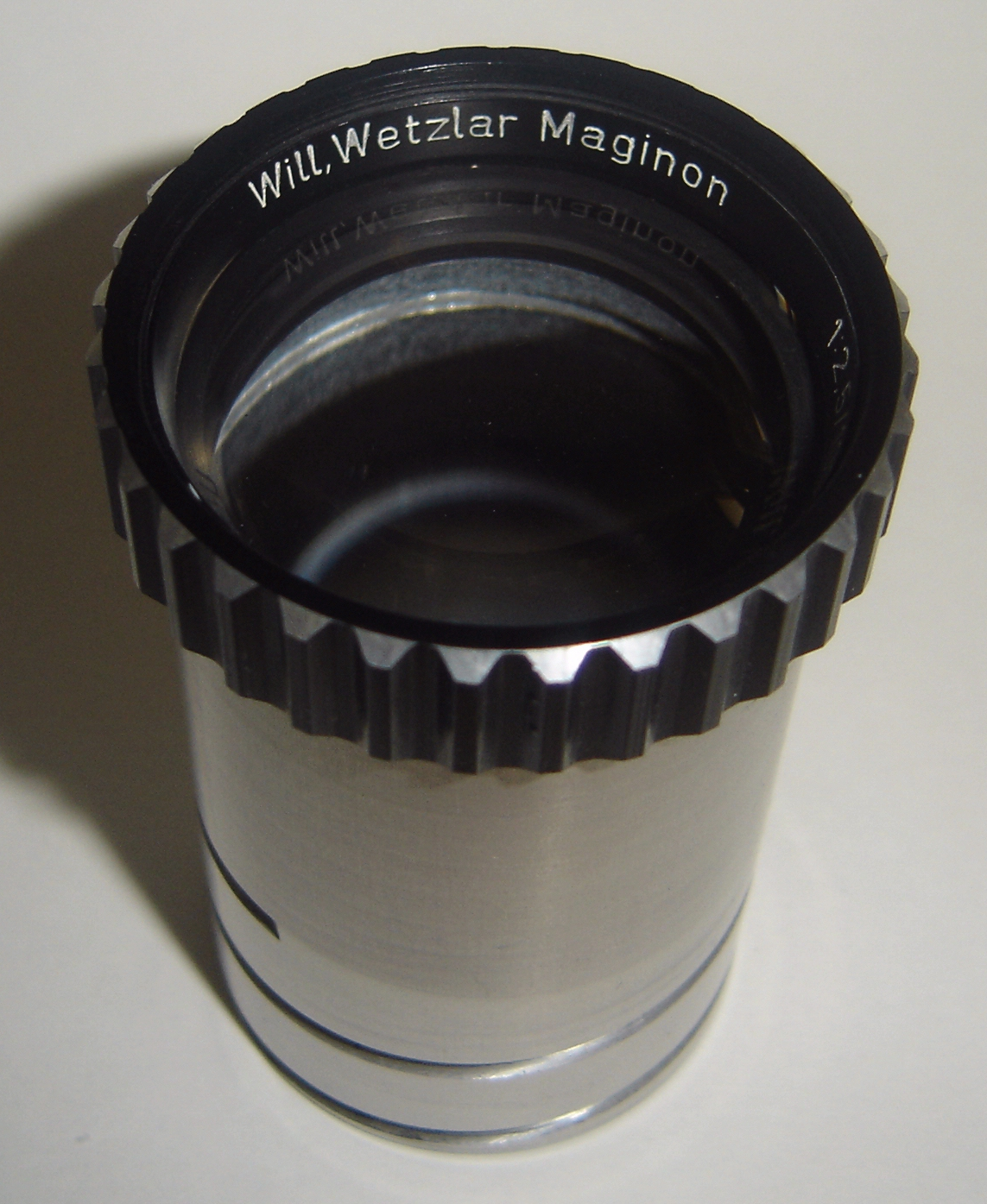
Objetivo de un proyector Maginon, fabricado por Wilhelm Wetzlar, 1:2.8/100